# 杨淑丽
杨淑丽（1967年10月—），女，汉族，河南新蔡人，中华人民共和国政治人物。现任宁夏回族自治区政协副主席、自治区医疗保障局局长，农工党中央常委，农工党宁夏区委主委。第十四届全国政协委员。